# TV Creglingen
Der TV Creglingen (Turnverein 1876 Creglingen e. V.) ist ein Sportverein aus dem tauberfränkischen Creglingen im Main-Tauber-Kreis in Baden-Württemberg. Von 1996 bis 2002 spielte die erste Mannschaft in der Volleyball-Bundesliga der Frauen.

## Geschichte

### Turnverein
Der TV Creglingen wurde 1876 gegründet und hat über 1000 Mitglieder (Stand: 2000).

### Volleyballabteilung
| Saison  | Liga                     | Platz | Spiele | Siege | Sätze | Punkte | Zuschauer (Ø) |
| ------- | ------------------------ | ----- | ------ | ----- | ----- | ------ | ------------- |
| 1996/97 | 1. Volleyball-Bundesliga | 8     | 16     | 2     | 16:45 | 4:28   | -             |
| 1997/98 | 1. Volleyball-Bundesliga | 7     | 18     | 7     | 29:37 | 14:22  | 6.150 (684)   |
| 1998/99 | 1. Volleyball-Bundesliga | 6     | 18     | 10    | 39:29 | 20:16  | 6.550 (728)   |
| 1999/00 | 1. Volleyball-Bundesliga | 6     | 18     | 9     | 41:33 | 18:18  | 5.900 (656)   |
| 2000/01 | 1. Volleyball-Bundesliga | 8     | 20     | 6     | 25:46 | 12:28  | 6.300 (630)   |
| 2001/02 | 1. Volleyball-Bundesliga | 9     | 20     | 6     | 24:48 | 12:28  | 3.650 (332)   |

Ein Aushängeschild des TV Creglingen war jahrelang die Volleyball-Abteilung, die ab 1980 von Trainer Rudi Sonnenbichler mit hervorragender Jugendarbeit aufgebaut wurde. 1987 holte die weibliche B-Jugend des TV Creglingen den deutschen Meistertitel.
Die erste Frauenmannschaft spielte in den 1990er Jahren in der 1. Bundesliga. Trainer waren zu dieser Zeit u. a. Bernd Werscheck, Mathias Eichinger und Xiaojun Yang. Bekannte Bundesligaspielerinnen waren Karin Steyaert, Brit Wiedemann, Danja Müsch, Claudia Pavlicek, Birgit Thumm, Nicole Fetting und Sabrina Roß. Creglingen war damals Volleyball-Nachwuchsstützpunkt. Im Laufe der Zeit bot der Verein auch ein Teilzeitinternat für den talentierten Volleyballnachwuchs an. 2002 mussten sich die Volleyballerinnen aus finanziellen Gründen aus der Bundesliga zurückziehen. Im gleichen Jahr gründete der Verein die ebm-papst-Volleyballschule unter der Trägerschaft des TVC. Nach dem damaligen Bundesliga-Abstieg des TV Creglingen blieb der Hauptsponsor ebm mit im Boot und man setzte auf die Förderung des eigenen Nachwuchses. Ende August 2013 verlegte die Volleyballschule ihren Sitz von Creglingen nach Niederstetten.
2010 gründete die Volleyballabteilung eine Frauen-Seniorinnenmannschaft, die gleich auf Anhieb die Teilnahme an der Deutschen Meisterschaft erreichte.
Rudi Sonnenbichler betreute nach seiner Tätigkeit beim TV Creglingen das Nationalteam der Sitzvolleyballer bei den Paralympics.